# Atrichopogon aridus
Atrichopogon aridus är en tvåvingeart som beskrevs av Gustavo R. Spinelli och Pasquale Marino 2006. Atrichopogon aridus ingår i släktet Atrichopogon och familjen svidknott. Inga underarter finns listade i Catalogue of Life.